# Satz von Napoleon-Barlotti

Satz von Napoleon-Barlotti bei einem Fünfeck

Der Satz von Napoleon-Barlotti beschreibt, wie man aus einem n-Eck in ein reguläres n-Eck konstruieren kann. Er stellt eine Verallgemeinerung des Satzes von Napoleon (n=3) und des Satzes von Thébault-Yaglom (n=4) auf Vielecke dar.

## Aussage
Ein n-Eck ist genau dann affin regulär, wenn die Mittelpunkte der über n-Eck-Seiten errichteten regulären n-Ecke selbst ein reguläres n-Eck formen.
Hierbei wird ein n-Eck als affin regulär bezeichnet, wenn man es als Bild eines regulären n-Ecks unter einer bijektiven affinen Abbildung erhalten kann.

## Geschichte
Obwohl die Aussage des Satzes für Dreiecke in der Literatur gelegentlich Napoleon zugeschrieben wird und oft nach ihm benannt ist, gibt es keinen konkreten Hinweis darauf, dass das Resultat wirklich auf Napoleon zurückgeht.
Als erste bekannte Veröffentlichung galt lange eine von einem W. Rutherford gestellte Frage, die 1825 in der Rubrik „New Mathematical Questions“ der Zeitschrift The Ladies' Diary erschien. Im darauffolgenden Jahr wurden dann mehrere Lösungen in The Ladies’ Diary von verschiedenen Autoren vorgestellt. Napoleon wird in diesen Publikationen nicht erwähnt. Allerdings erschien die Aussage als Aufgabenstellung formuliert bereits in den 1823 publizierten Dublin problems, einer Aufgabensammlung aus mathematischen Examen in Dublin. Dort kommt sie als Aufgabe in einem Examen von 1820 vor.
In den folgenden Jahrzehnten wurde die Aussage von verschiedenen Mathematikern wiederentdeckt und publiziert auch jeweils ohne irgendwelche Hinweise auf Napoleon. In der 1911 erschienenen 17-ten Ausgabe des Geometriebuchs Elementi di Geometria, ad uso Degli Istituti Tecnici (1◦ Biennio) e dei Licei des italienischen Mathematikers Aureliano Faifofer wurde sie jedoch Napoleon zugeschrieben. 1926 behaupteten dann mit L. Campedelli und G. Gobesso zwei weitere italienische Mathematiker, dass die Aussage auf Napoleon zurückginge und schrieben, Napoleon hätte sie Joseph-Louis Lagrange vorgestellt. Obwohl beiden Zuschreibungen zu Napoleon ohne jegliche Belege erfolgten, hat sich seitdem Napoleon dennoch als Name für diese und verwandte mathematischen Aussagen eingebürgert.
Faifofers Geometriebuch wurde lange als die erste Erwähnung Napoleons angesehen, jedoch war die Aussage bereits in der Chambers's Encyclopaedia von 1867 Napoleon zugeschrieben worden.
Nachdem Victor Thébault 1937 eine analoge Aussage für Vierecke fand, publizierte Adriano Barlotti schließlich 1955 eine Verallgemeinerung des Satzes von Napoleon auf Vielecke, die nun als den Satz von Napoleon-Barlotti bezeichnet wird.